# Vladimir Antmanis
Vladimir Antmanis (né le 12 mars 1984) est un athlète russe, spécialiste du 400 m haies.
Son meilleur temps est de 49 s 47 obtenu à Moscou le 24 juillet 2013 ce qui le qualifie pour les Championnats du monde dans la même ville.